# کی‌تله
کِی‌ْتِلِه (به فنلاندی: Keitele) یک منطقهٔ مسکونی در فنلاند است که در ساوونیای شمالی واقع شده‌است.